# 圣旺莱维涅
圣旺莱维涅（法語：Saint-Ouen-les-Vignes，法語發音：[sɛ̃.t‿wɛ̃ le viɲ] ⓘ）是法国安德尔-卢瓦尔省的一个市镇，属于图尔区。

## 地理
圣旺莱维涅（47°28'11"N, 0°59'40"E）面积18.55 平方千米，位于法国中央-卢瓦尔河谷大区安德尔-卢瓦尔省，该省份为法国中西部省份，北起萨尔特省、东北接卢瓦-谢尔省，东南接安德尔省，南至维埃纳省，西临曼恩-卢瓦尔省。
与圣旺莱维涅接壤的市镇（或旧市镇、城区）包括：欧特雷什、康热、利姆赖、图赖讷地区蒙特勒伊、锡斯河畔波塞。

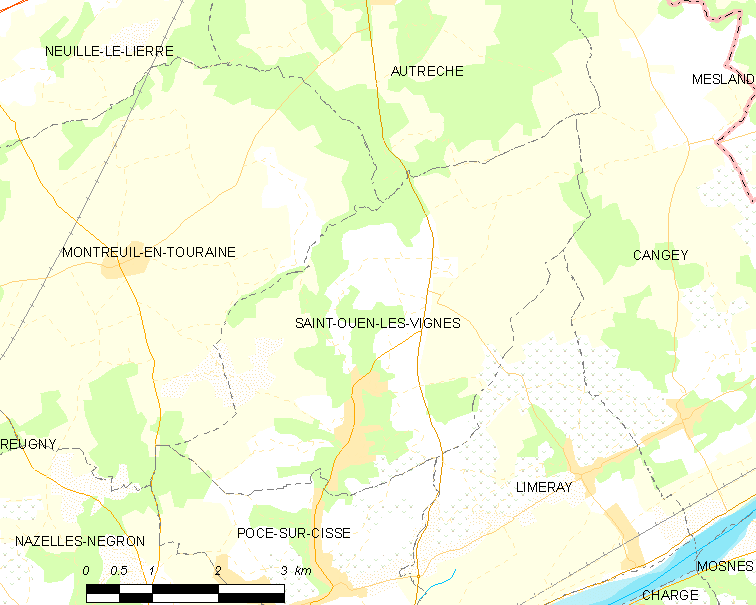
圣旺莱维涅的OSM定位图

圣旺莱维涅的时区为UTC+01:00、UTC+02:00（夏令时）。

## 行政
圣旺莱维涅的邮政编码为37530，INSEE市镇编码为37230。

## 政治
圣旺莱维涅所属的省级选区为昂布瓦斯县。

## 人口

1962-2008年间圣旺莱维涅人口变化图示

圣旺莱维涅于2022年1月1日时的人口数量为975人。